# Levente Juhos
Levente Juhos (Siófok, 7 giugno 1991) è un cestista ungherese.

## Palmarès
- Campionato ungherese: 1

Alba Fehérvár: 2012-13
- Coppa d'Ungheria: 1

Alba Fehérvár: 2013